# Museu e Instituto Nacional do Direito ao Voto

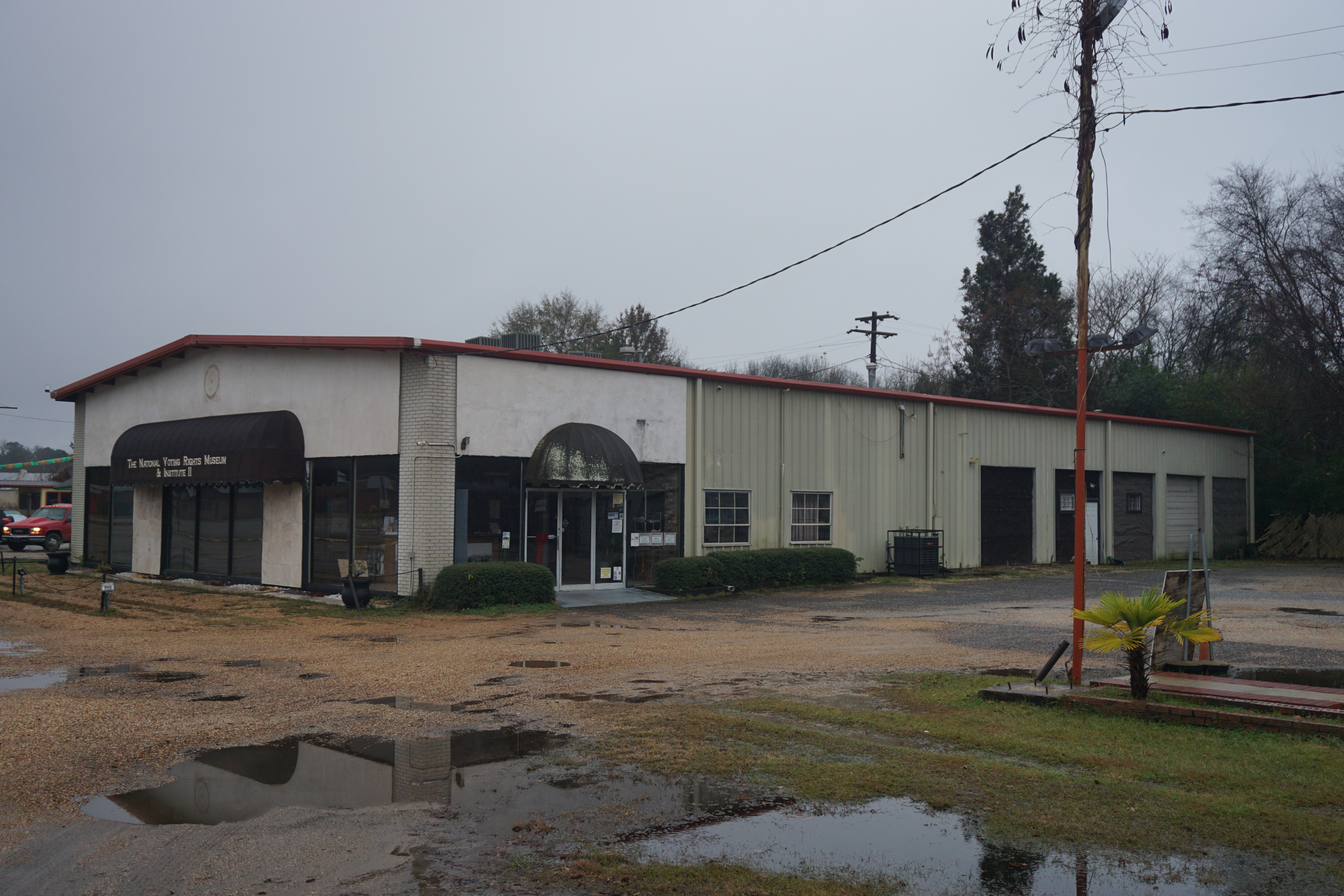
Museu e Instituto Nacional do Direito ao Voto

O Museu e Instituto Nacional do Direito ao Voto (em inglês:  National Voting Rights Museum and Institute), estabelecido em 1991 e inaugurado em 1993, é um museu americano em Selma, Alabama, que homenageia, registra, coleta, arquiva e exibe os artefatos e testemunhos dos ativistas que participaram dos eventos que levaram até e incluindo as marchas de Selma a Montgomery de 1965 e a aprovação da Lei dos direitos de voto de 1965, bem como aqueles que trabalharam para os movimentos dos direitos de voto dos afro-americanos e do sufrágio feminino. Como o museu descreve em sua declaração de missão, ele reconhece outras pessoas, eventos e ações que promoveram o direito ao voto nos Estados Unidos desde que "os Pais Fundadores plantaram as sementes da democracia em 1776." O museu foi fundado por Faya Ora Rose Touré e Marie Foster.
Fica localizado perto da ponte Edmund Pettus. Nesta ponte, em 7 de março de 1965, manifestantes pelos direitos de voto que deixaram a cidade para uma caminhada planejada para Montgomery foram espancados pelo pelotão do Condado de Dallas e pela Polícia Estadual do Alabama, no que ficou conhecido como "Domingo Sangrento". Eles entraram no condado em uma caminhada planejada de 54 milhas até Montgomery, capital do estado do Alabama. Este tratamento foi televisionado nacionalmente e coberto pela grande mídia, despertando indignação nacional. Depois de obter proteção federal do presidente Lyndon B. Johnson e uma ordem judicial federal protegendo seu direito de marchar, milhares de pessoas deixaram Selma em 21 de março, chegando a Montgomery vários dias depois. Nessa altura, eles foram acompanhados por milhares de outros, negros e brancos, e 25.000 manifestantes entraram na capital do estado para pressionar pela proteção dos direitos constitucionais de voto. Mais tarde naquele verão, a Lei dos Direitos de Voto de 1965, introduzida pelo governo Johnson, foi aprovada pelo Congresso e assinada pelo presidente.

## Exposições
As várias salas e áreas de exposição do museu incluem a sala "Footprints to Freedom" (em português:  "Pegadas para a Liberdade"), que apresenta pegadas moldadas de alguns dos ativistas que participaram das marchas de Selma a Montgomery; uma "Sala do Sufrágio Feminino", homenageando as contribuições de mulheres afro-americanas e outras que garantiram o direito de voto das mulheres nos EUA; a "Sala Selma", também conhecida como sala "Marie Foster", onde registros de votação, roupas usadas por pessoas espancadas durante a marcha e outros artefatos desses movimentos sociais são exibidos; e uma sala onde as pessoas que participaram das marchas dos anos 1960 podem deixar mensagens pessoais e registrar suas memórias. O museu também apresenta uma grande ampliação de uma parte de uma fotografia icônica tirada na marcha de Selma a Montgomery pelo fotógrafo da revista Look, James Karales.